# Jack Clark (presentador)
Jack Leslie Clark (25 de noviembre de 1925 – 21 de julio de 1988) fue un locutor y presentador de concursos televisivos de nacionalidad estadounidense. Fue sobre todo conocido por presentar The Cross-Wits, y como un locutor fuera de escena del concurso Wheel of Fortune. En el segundo, sucedió al locutor original del programa, Charlie O'Donnell, manteniendo el papel desde 1980 hasta su fallecimiento en 1988.

## Inicios de su carrera
Jack Clark nació en Saint Joseph, Misuri. Cuando estudió en la Universidad de California en Berkeley, inició su carrera radiofónica como locutor sustituto para la emisora de radio KROW-AM (ahora KKGN) en Oakland, California. Tras graduarse de Berkeley, se mudó a la Ciudad de Nueva York, trabajando primero como locutor del concurso Password (donde a veces sustituía al presentador, Allen Ludden). A partir de entonces, presentó 100 Grand, un concurso de la ABC que regresó concursos de mucho dinero al horario estelar de televisión en 1963, y reemplazó Bob Hastings en Dealer's Choice, presentando el programa desde 1974 hasta 1975. Entre 1975 y 1980 Clark presentó The Cross-Wits, donde destacó por su compenetración con las celebridades y con los concursantes. Clark siguió presentando concursos, entre ellos Split Second (1972–1975), Tattletales (1974), Three for the Money (1975), y algunos episodios de The $10,000 Pyramid que originaron en Hollywood. 
Clark también presentó diversos episodios piloto que nunca llegaron a ser convertidos en series oficiales. Entre ellos figuraban Second Guessers, Monday Night Quarterback, The $10,000 Sweep, y una reposición de Now You See It que era propuesta para 1985, pero no se vendió hasta 1989. Clark presentó muchos de estos pilotos "por casualidad" como favores a sus productores.
Durante su período con The Cross-Wits, Clark también presentó un concurso llamado Say Powwww, que se estrenó en 1979. Esto fue una serie interactiva en directo, emitida localmente por las emisoras de Metromedia en California, y dirigido por Sidney M. Cohen.

## Wheel of Fortuney carrera posterior
Después de que Charlie O'Donnell, el locutor original de Wheel of Fortune, dejó el show en 1980 para seguir una carrera en noticias de la televisión, Clark fue elegido para ser el locutor regular del show. Durante este tiempo, Clark anunció la versión diurna en NBC, así como la versión sindicalizada para los horarios de máxima audiencia, cuando las calificaciones del show alcanzaron su punto máximo. Además, Clark también anunció otros programas de concursos en la televisión durante los años 1980, entre ellos The $25,000 Pyramid (1982–1985), además de ser un portavoz de la revista National Geographic, actuando en frente de las cámaras en los anuncios comerciales de esa entidad.

## Enfermedad y fallecimiento
En 1988 a Clark le diagnosticaron un cáncer óseo primario. Aun así, pudo continuar con su trabajo en Wheel of Fortune hasta el final de la temporada 1987-1988. Ese verano, Clark se podía oír por pocas semanas leyendo anuncios actualizados en un voz muy débil, antes de que Pat Sajak y Vanna White asumieron el cargo de ese trabajo para dar cabida a la enfermedad de Clark. Tras su fallecimiento, se encargaron de su función los presentadores Charlie O'Donnell y Johnny Gilbert.
Clark falleció el 21 de julio de 1988 en Los Ángeles, California, con 62 años de edad, justo antes del comienzo de producción para la temporada 1988-1989. Fue enterrado en el Cementerio Forest Lawn Memorial Park de Glendale, California. Había solicitado que O'Donnell debería regresar para ocupar el puesto, pero O'Donnell no fue disponible debido a sus obligaciones previas con Chuck Barris Productions, y a consecuencia, M. G. Kelly, un disc jockey en el área de Los Ángeles, hizo cargo sobre una base temporal hasta que O'Donnell era libre.